# Sophos
Sophos – brytyjskie przedsiębiorstwo informatyczne, założone w 1985 w Oksfordzie. Specjalizuje się w produkcji oprogramowania zabezpieczającego. W 2012 r. Sophos zatrudniał ponad 1600 pracowników na całym świecie. Swoją centralę ma w Abingdon w Wielkiej Brytanii.